# Dibenzo-cikloheptén
A dibenzocikloheptén (dibenzocikloheptadién) két benzolgyűrűből és egy cikloheptángyűrűből álló kondenzált gyűrűs szénhidrogén.
Származékai között fontos gyógyszerek vannak: triciklikus antidepresszánsok, antihisztaminok és egyéb szerek.

## Fordítás
- Ez a szócikk részben vagy egészben  a   Dibenzocycloheptene című angol Wikipédia-szócikk fordításán alapul.  Az eredeti cikk szerkesztőit annak laptörténete sorolja fel. Ez a jelzés csupán a megfogalmazás eredetét és a szerzői jogokat jelzi, nem szolgál a cikkben szereplő információk forrásmegjelöléseként.